# Wydad Athletic Club (basket-ball)
Pour les articles homonymes, voir Wydad Athletic Club.
Le Wydad Athletic Club est un club sportif professionnel marocain omnisports fondé le 8 mai 1937, basé à Casablanca et à portée nationale et internationale. Sa section de basket-ball a été crée le 3 aout 1938, sous l'impulsion de Mohamed Benjelloun Touimi, président-fondateur du club et membre à vie du comité international olympique (CIO).
Vainqueur de nombreux titres nationaux et internationaux, dont les 10 sacres de la Botola Pro, 4 coupes du Trône, 2 titres du Botola D1, doublée (Championnat et Coupe) de la Ligue du Chaouia de la saison 1938/1939... etc. Tandis qu'au niveau international le WAC a dût remporter deux titres de la Ligue des champions d'Afrique du Nord.

## Histoire
Créé le 3 aout 1938, sous l'impulsion de feu haj Mohamed Benjelloun Touimi, président-fondateur du club et membre à vie du Comité international olympique. Pour son début, le WAC avait participé au Championnat du Maroc de basket-ball dès sa 1re saison dont il a joué son 1er match de basket-ball de son histoire le 16 octobre 1938 face au Racing AC, rencontre soldée par une victoire des rouges, 35-7.
Au niveau national, le WAC réussit à décrocher 10 titres de champion de la division d'excellence et 2 titres de champion de la division 1 du Maroc en 46 ans et à remporter 4 titres de la coupe du Trône avec 5 différentes générations de champions. Sans oublier la coupe de la marche verte en 1975, ainsi qu'au doublé de la Ligue du Chaouia : Championnat et Coupe, ainsi que la prestigieuse Coupe de l'Énergie Électrique après sa victoire en finale contre le S.A.I.C. sur le terrain du Club Sportif de l'Énergie le 5 mars 1939 (en réalisant le triplé dès la 1re saison de l'histoire du section). Larbi Benbarek dit « Perle noire » a porté le maillot du WAC avec une licence professionnelle « b » dans les années 1940. La dernière belle saison reste celle de 2012/2013, une des meilleures saisons dans l'histoire du club puisque le WAC avait remporté son 10e sacre de la Botola Division d'Excellence avec seulement deux matchs perdus, et avoir l'étoile dorée en remportant la finale du 29 juin 2013 au salle Zïaten à Tanger face au tenant du titre la RS Berkane sur le score de 70 à 55, avec 15 points d'écart.
Au niveau international, le WAC a remporté deux titres consécutifs de la ligue des champions d'Afrique du Nord (UMBB League) en 1965 et 1966, sachant qu'il a participé en coupe des clubs champions européens (EuroLeague) en deux reprises étant champion du Maroc en représentant la Maroc dont il a arrivé à battre le Benfica de Lisbonne lors de l'édition 1965/1966 au 1er tour, devenant le 1er et seul club marocain qui passe au 2e tour; ainsi qu'en coupe des coupes européens (Coupe Saporta) lors de l'édition 1973/1974 étant vainqueur de la coupe du Trône.
Le WAC possède également une école de basketball parmi les plus prestigieuses du royaume, qui compte un nombre impressionnant d'élèves depuis 1938.

## Palmarès
Palmarès de la 1re équipe
| Compétitions nationales | Compétitions internationales                                                |
| --- | --------------------------------------------------------------------------- |
| - Botola Pro (10) - Champion : 1964/65, 1965/66, 1966/67, 1974/75, 1975/76, 1981/82, 1982/83, 1984/85, 1999/00, 2012/13 - Vice-champion : 1968/69, 1972/73, 1976/77, 1978/79, 1983/84, 1985/86, 1992/93, 1996/97, 2002/03, 2006/07, 2010/11, 2011/12, 2017/18 - Coupe du Trône (4) - Vainqueur : 1962, 1974, 1986, 2000 - Finaliste : 1985, 1987, 1997, 1998, 2016 - Troisième : 1956 - Botola D1 (2) - Champion : 1938, 2010 - Botola (Ligue du Chaouïa) (1) - Champion : 1938 - Coupe (Ligue du Chaouïa) (1) - Vainqueur : 1938 - Coupe de l'Énergie Électrique (1) - Vainqueur : 1939 - Coupe du SCA (1) - Vainqueur : 1939 | - Ligue des champions d'UMBB (2) - Champion : 1965, 1966 - Finaliste : 1986 |

| Compétitions amicales |
| --- |
| - Tournoi (Marche Verte) (1) - Vainqueur : 1975 - Tournoi (Ahmed Riad) (1) - Vainqueur : 2004 - Tournoi (Sahara Marocain) (1) - Vainqueur : 2019 |

### Autres catégories
| Compétitions nationaux |
| --- |
| - Championnat du Maroc (Espoirs) : - Champion : 2004, 2023 - Championnat du Maroc (U19) : - Champion : 2024, 2025 - Championnat du Maroc (U16) : - Champion : 2025 - Championnat du Maroc (U16-F) : - Champion : 2025 - Championnat du Maroc (U14-F) : - Champion : 2024, 2025 |

## Personnalités du club

### Présidents
Présidents de la section de basketball
- Sid Laaziz Haddioui
- Mohamed Yassine Benjelloun
- Mohamed Adnane
- Ramzi Berrada
- Abdallah Berrada
- Noureddine Benkirane

Morchid abdsadk

### Entraineurs emblématiques
- Abdelouahed Benjelloun « Bouboul » (premier entraîneur de l'histoire de la section)
- Željko Zečević (réalisateur du 10e sacre du championnat)

## Supporters

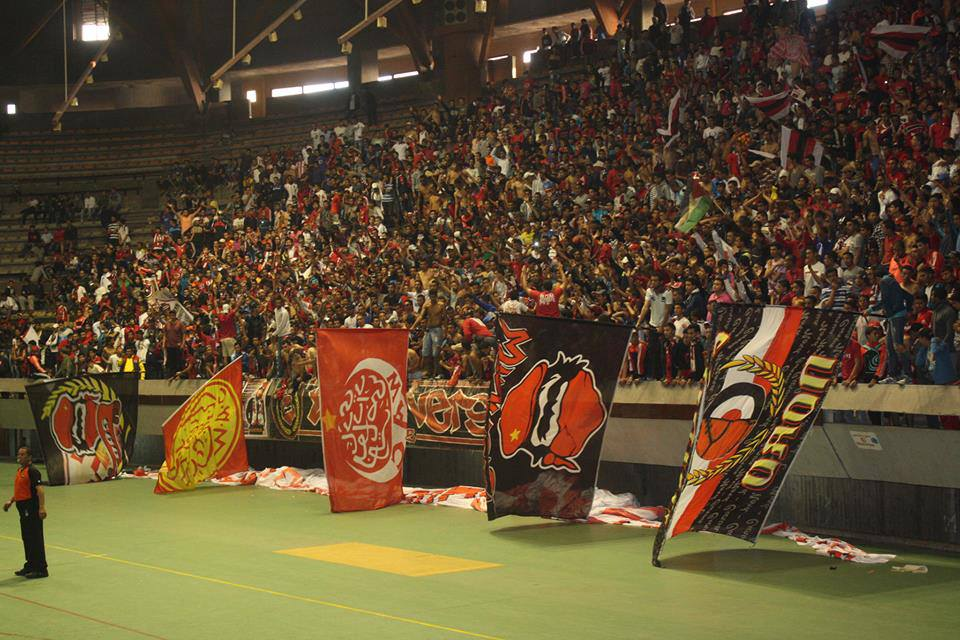
Curva Nord : Ultras Winners 2005 lors du match de championnat (division d'excellence) de basket face à Kenitra, le 21 mars 2014.

### Joueurs emblématiques
- Mohamed Benjelloun
- Abdelkrim Benjelloun
- Larbi Benbarek
- Larbi Chraïbi
- Mohamed ben Abbès
- Driss Ferrah
- Abdellatif Alami
- Ahmed Khatib
- Tayeb Saddiki
- Abderrazak Mekouar
- Ahmed Bouhlal
- Badreddine Hachad
- Thomas Deffer
- Driss Ladjadj
- Omar Alami
- Dolman
- Karim Layadi
- Mihajlo Delic
- Smith
- Mohamed Hdidane
- Reda Harras
- Abdelfettah Frouga